# Amalrich VI. von Montfort
Amalrich VI. von Montfort (franz: Amaury de Montfort, * nach 1170; † vor 1213) war als Graf von Évreux ein französischer und als Earl of Gloucester ein englischer Adliger aus dem Haus Montfort-l’Amaury. Er war ein Sohn von Amalrich V. von Montfort und der Mabile von Gloucester, einer Tochter von William FitzRobert, 2. Earl of Gloucester. Seine Tante war die spätere englische Prinzengattin Isabel von Gloucester.

Wappen Amalrichs von Montfort

Wann Amalrich seinen Vater in der normannischen Grafschaft Évreux beerbte, ist nicht genau zu bestimmen. Unklar ist vor allem die Identität eines Amauri de Montfort der von dem Chronisten Roger von Hoveden als Teilnehmer des dritten Kreuzzugs im Jahr 1190 genannt wurde. Für den Fall, dass es sich bei diesem um Amalrich V. handelte, wäre Amalrich VI. also erst nach 1190 Graf von Évreux geworden.
Im Konflikt zwischen seinen Lehnsherren aus dem Haus Plantagenet und dem französischen Königtum blieb er ersteren treu. Im Jahr 1195 eroberte König Philipp II. von Frankreich die Stadt Évreux. Im 1200 geschlossenen Frieden von Le Goulet bestätigte Johann Ohneland als Herzog der Normandie die Abtretung von Évreux an die französische Krone, weshalb Amalrich auf sein Lehen endgültig verzichten musste. Als Ausgleich erhielt er von Johann Ohneland einen kleineren Teil des Gloucestershire in England einschließlich des Titels Earl of Gloucester verliehen, auf das er wegen seiner Abstammung Erbrechte geltend machen konnte.
Amalrich heiratete in erster Ehe um 1198 Agnes von Amboise († 1202), eine Tochter des Herrn Hugo II. von Amboise und der Mathilde von Vendôme. Nachdem Agnes 1202 gestorben war, heiratete er in zweiter Ehe um 1203 Melisende von Gournay, die Tochter des Herrn Hugo V. von Gournay und der Julia. Da er aus beiden Ehen keine Kinder hatte, fiel Gloucester mit seinem Tod an das englische Krongut zurück. Mit ihm endete auch die Linie Montfort-Évreux während seine Vettern von Montfort-Leicester noch geschichtlich in Erscheinung traten.

## Einzelnachweis
1. ↑  Henry T. Riley (Hrsg.): The annals of Roger de Hoveden. Band 2, 1853, S. 165